# موش غاری تورس
موش غاری تورس (نام علمی: Boromys torrei) نام یک گونه منقرض‌شده از فروراسته تشی‌آروارگان است.